# Abadan
Abadan (àrab Abbadan, que és el nom que va portar fins al 1935, persa آبادان) és una ciutat del sud-oest de l'illa del mateix nom a la riba esquerra del Shatt al-Arab a l'Iran a l'ostan (província) de Khuzestan i al comtat d'Abadan.

## Història
El nom podria derivar de "ab" (aigua en persa) i "pa" (vigilant) o sigui "Guardiana de la Costa". Ptolemeu esmentava una illa de la boca del Tigris com Apphana i segurament seria Abadan. Els àrabs diuen que el seu nom venia del fundador Abbad ibn Husayn de la tribu del Banu Tamim, que va establir una guarnició en aquest lloc al final del segle vii, però això és inconsistent amb la presumpció que fou fundada després del 800, també suposadament per Abbad ibn al-Husayn, aquesta vegada un santó (com que apareix esmentada per primer cop el 864, la segona versió és més probable). Llavors era a la vora de la mar, però avui dia és a uns 50 km. Al segle x fou centre d'un grup d'ascetes que vivien en ribat. Al segle xvii l'illa era possessió de la tribu àrab dels Kab.
Fou un llogaret fins al 1909 quan fou triada com a seu de la refineria de l'Anglo-Persian Oil Company i el 1925 ja tenia 100.000 habitants; el 1950 va arribar als 200.000 habitants. El cens oficial de 1956 donava 226.000 habitants, el de 1966 augmentà a 276.000 habitants, i deu anys més tard tenia vint mil habitants més. Es va quasi despoblar durant la guerra amb Iraq (84.774 habitants el 1992 i 206.073 el 2001) però avui ja és al tomb del mig milió (cens del 2005: 415.139 habitants).
El 19 d'agost de 1978, en un incident en plena revolució, es va cremar el cine Rex de la ciutat i hi van morir 350 persones. Va patir un atac sorpresa de l'Iraq el setembre de 1980; va quedar assetjada durant 18 mesos, però no va poder ser conquerida. La refineria, que era la més gran del món amb capacitat per 680.000 barrils al dia, fou destruïda. La refineria va reprendre l'activitat limitadament el 1993. El 1997 la refineria estava altre cop totalment operativa.

## Clima
El clima d'Abadan és àrid (Classificació de Köppen BWh) és una de les ciutats amb temperatures més altes de la Terra.
| Dades climàtiques a Abadan (1951-2010)                                                                                               | Dades climàtiques a Abadan (1951-2010) | Dades climàtiques a Abadan (1951-2010) | Dades climàtiques a Abadan (1951-2010) | Dades climàtiques a Abadan (1951-2010) | Dades climàtiques a Abadan (1951-2010) | Dades climàtiques a Abadan (1951-2010) | Dades climàtiques a Abadan (1951-2010) | Dades climàtiques a Abadan (1951-2010) | Dades climàtiques a Abadan (1951-2010) | Dades climàtiques a Abadan (1951-2010) | Dades climàtiques a Abadan (1951-2010) | Dades climàtiques a Abadan (1951-2010) | Dades climàtiques a Abadan (1951-2010) |
| Mes | gen                                    | febr                                   | març                                   | abr                                    | maig                                   | juny                                   | jul                                    | ag                                     | set                                    | oct                                    | nov                                    | des                                    | anual                                  |
| --- | -------------------------------------- | -------------------------------------- | -------------------------------------- | -------------------------------------- | -------------------------------------- | -------------------------------------- | -------------------------------------- | -------------------------------------- | -------------------------------------- | -------------------------------------- | -------------------------------------- | -------------------------------------- | -------------------------------------- |
| Màxima rècord °C (°F) | 29.0 (84.2)                            | 34.0 (93.2)                            | 39.2 (102.6)                           | 42.8 (109)                             | 48.4 (119.1)                           | 53.0 (127.4)                           | 53.0 (127.4)                           | 53.0 (127.4)                           | 49.4 (120.9)                           | 43.2 (109.8)                           | 37.0 (98.6)                            | 29.8 (85.6)                            | 53 (127.4)                             |
| Màxima mitjana °C (°F) | 18.1 (64.6)                            | 20.9 (69.6)                            | 25.9 (78.6)                            | 32.2 (90)                              | 39.2 (102.6)                           | 43.8 (110.8)                           | 45.4 (113.7)                           | 45.4 (113.7)                           | 42.5 (108.5)                           | 36.1 (97)                              | 26.8 (80.2)                            | 19.9 (67.8)                            | 33.0 (91.4)                            |
| Mitjana diària °C (°F) | 12.7 (54.9)                            | 15.0 (59)                              | 19.4 (66.9)                            | 25.2 (77.4)                            | 31.2 (88.2)                            | 35.2 (95.4)                            | 36.7 (98.1)                            | 36.3 (97.3)                            | 33.0 (91.4)                            | 27.5 (81.5)                            | 20.0 (68)                              | 14.3 (57.7)                            | 25.5 (77.9)                            |
| Mínima mitjana °C (°F) | 7.3 (45.1)                             | 9.1 (48.4)                             | 13.0 (55.4)                            | 18.1 (64.6)                            | 23.3 (73.9)                            | 26.5 (79.7)                            | 28.0 (82.4)                            | 27.3 (81.1)                            | 23.4 (74.1)                            | 18.9 (66)                              | 13.2 (55.8)                            | 8.7 (47.7)                             | 18.1 (64.6)                            |
| Mínima rècord °C (°F) | −4.0 (24.8)                            | −4.0 (24.8)                            | −1.0 (30.2)                            | 7.0 (44.6)                             | 12.0 (53.6)                            | 17.0 (62.6)                            | 17.0 (62.6)                            | 19.4 (66.9)                            | 14.0 (57.2)                            | 7.0 (44.6)                             | −1.6 (29.1)                            | −1.0 (30.2)                            | −4.0 (24.8)                            |
| Precipitació mitjana mm (polzades)                                                                                                   | 35.5 (1.398)                           | 20.0 (0.787)                           | 19.2 (0.756)                           | 14.4 (0.567)                           | 3.2 (0.126)                            | 0.1 (0.004)                            | 0.0 (0)                                | 0.0 (0)                                | 0.1 (0.004)                            | 3.9 (0.154)                            | 20.5 (0.807)                           | 36.4 (1.433)                           | 153.3 (6.035)                          |
| Mitjana de dies de pluja | 4.7                                    | 3.4                                    | 3.3                                    | 2.2                                    | 0.9                                    | 0.0                                    | 0.0                                    | 0.0                                    | 0.0                                    | 0.6                                    | 2.6                                    | 4.6                                    | 22.3                                   |
| Humitat relativa mitjana (%) | 70                                     | 61                                     | 51                                     | 44                                     | 33                                     | 26                                     | 28                                     | 31                                     | 34                                     | 45                                     | 58                                     | 69                                     | 45                                     |
| Mitjana mensual d'hores de sol | 180.6                                  | 195.0                                  | 222.3                                  | 221.6                                  | 262.9                                  | 292.1                                  | 305.1                                  | 290.4                                  | 290.4                                  | 263.4                                  | 202.4                                  | 182.5                                  | 2.908,7                                |
| Font: Iran Meteorological Organization (records), (temperatures), (precipitation), (humidity), (days with precipitation), (sunshine) |                                        |                                        |                                        |                                        |                                        |                                        |                                        |                                        |                                        |                                        |                                        |                                        |                                        |

## Llocs de la ciutat

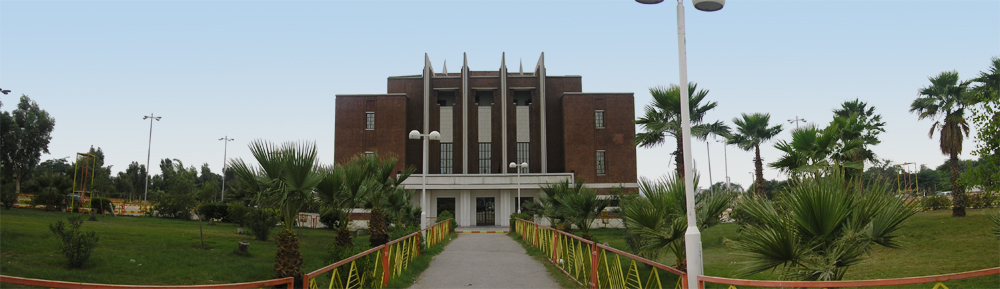
cinema Taj d'Abadan

- Institut de Teconologia d'Abadan fundat el 1939, especialitzat en petroli i enginyeria
- Aeroport internacional, codi IATA ABD.